# 佐保希
佐保 希（さほ のぞみ、1973年3月6日 - ）は、大分県出身の元陸上競技選手。専門は長距離走・マラソン。大分県立鶴崎工業高等学校卒業後、旭化成陸上部に所属していた。1993年に開催された世界陸上シュトゥットガルト大会男子10000m日本代表
。

## 略歴
1991年に高校を卒業し旭化成に入社。
入社2年目で迎えた1993年の全日本実業団駅伝では1区を担当し、強力な外国人助っ人のアロイス・ニジガマらを抑え区間賞を獲得。（全日本実業団駅伝では翌年からも好成績を収め、7区間中5区間で区間賞獲得経験を持つ。）同じく1993年に10000mで27分58秒47の自己記録をマークし、同年夏に開催された世界陸上シュトゥットガルト大会男子10000mに日本代表として出場。結果は29分36秒40の記録で予選落ちを喫した。
引退後は、ケーキ屋のシュクルでパティシエをしている。

## ベスト記録
- 10000m ：27分58秒47
- マラソン：2時間8分47秒